# Prokowskie Chrósty
Prokowskie Chrósty (kaszb. Prokòwsczé Chrostë) – część wsi Prokowo w Polsce, położona w województwie pomorskim, w powiecie kartuskim, w gminie Kartuzy, na obrzeżach Kaszubskiego Parku Krajobrazowego. Wchodzi w skład sołectwa Prokowo.
W latach 1975–1998 Prokowskie Chrósty administracyjnie należały do województwa gdańskiego.
Przed 1920 miejscowość nosiła nazwę niemiecką Prockauer Gesträuch.
}